# Woodburytypie

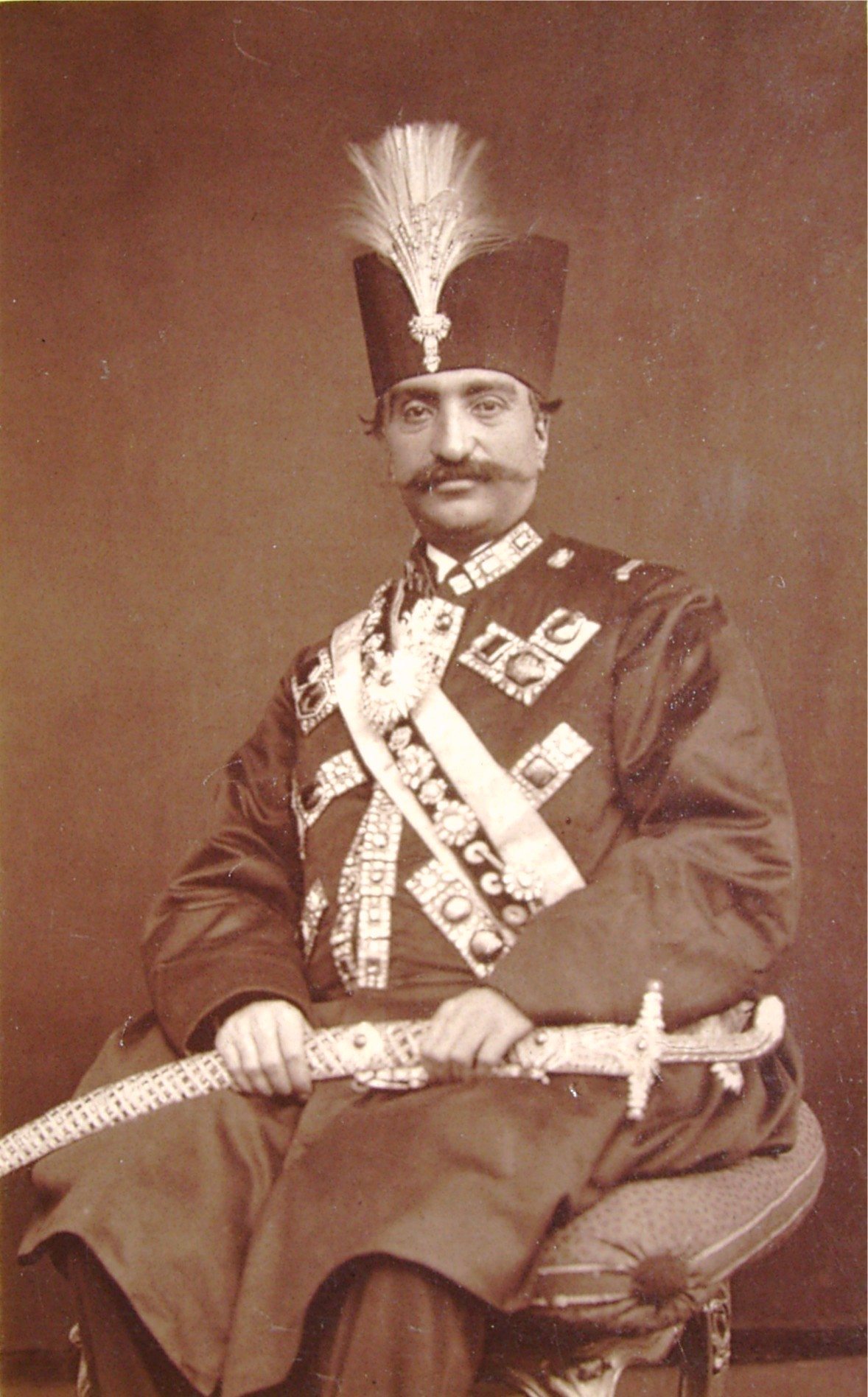
Carte de visite perského šáha, woodburytypie Felixe Nadara, Paříž

Woodburytypie je fotografický proces a zároveň je tak označována fotografie, která vznikne tímto postupem. Tento proces vytváří plynule tónovaný obraz s mírným reliéfem. Z pochromovaného želatinového filmu po naexponování vznikne fotografický negativ, na kterém želatina v poměru k množství světla ztuhne. Pak se film vyvíjí v horké vodě, aby se odstranila veškerá nenaexponovaná želatina, a usuší se. Následně se lisuje olověným listem olova tlakem 5000 psi (pounds per square inch = libry na čtvereční palec; 1 psi = 6894,757 Pa). Vznikne tak hlubotisková deska. Následně se používá jako forma, která se naplní pigmentovanou želatinou. Želatinová vrstva se pak obtiskne na papírovou podložku.
Woodburytypii vynalezl a vyvinul Walter B. Woodbury v roce 1864 a poprvé byla použita v publikaci v roce 1866 a široce rozšířena pro knižní ilustrace přibližně v letech 1870–1900.
 Byla to jediná komerčně úspěšná metoda pro tisk ilustračního materiálu, který byl schopný replikovat finesy a jemné detaily fotografie. Je to čistě mechanická metoda tisku, která produkuje věrné střední hodnoty a nepoužívá promítání obrazu nebo jinou dekonstrukční metodu.
Barret Oliver, americký herec a fotograf, v roce 2007 vydal knihu Historie woodburytypie (ISBN 1-887694-28-5), inspirovanou procesem woodburytypie. Oliver své vlastní práce také reprodukuje touto tiskovou technikou.

## Galerie

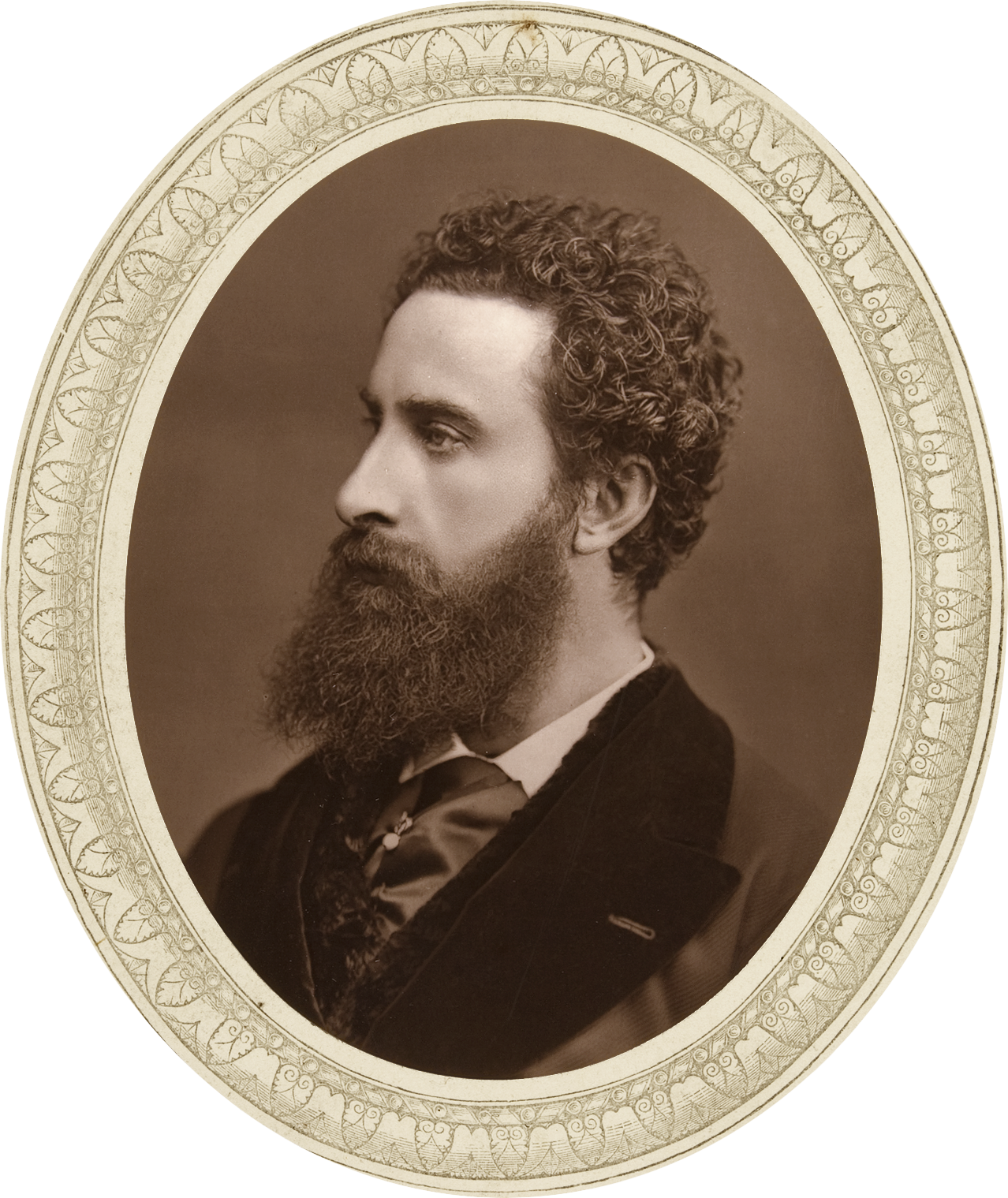
Robert Bulwer-Lytton, 1. hrabě z Lyttonu, asi 1860
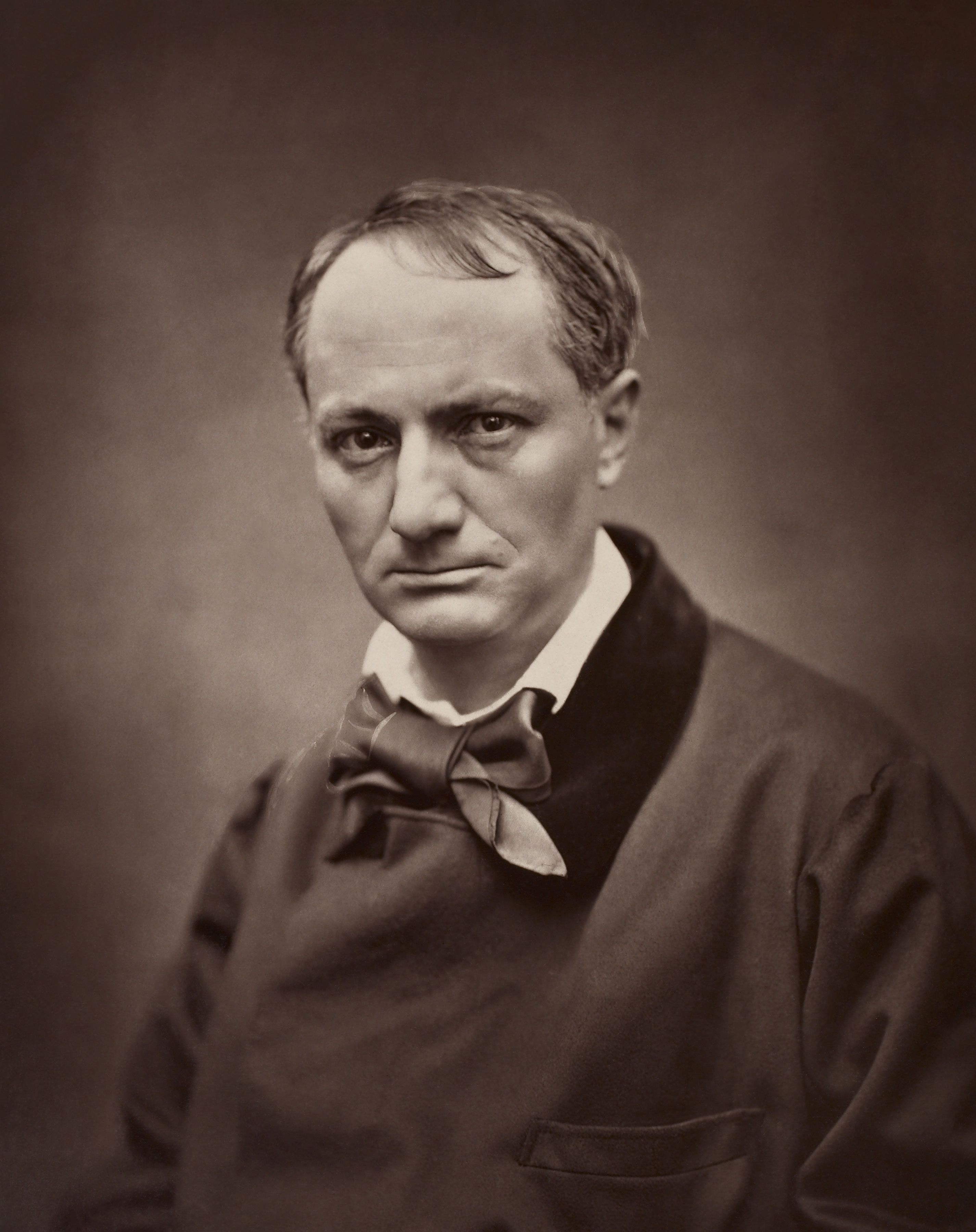
Charles Baudelaire, asi 1862
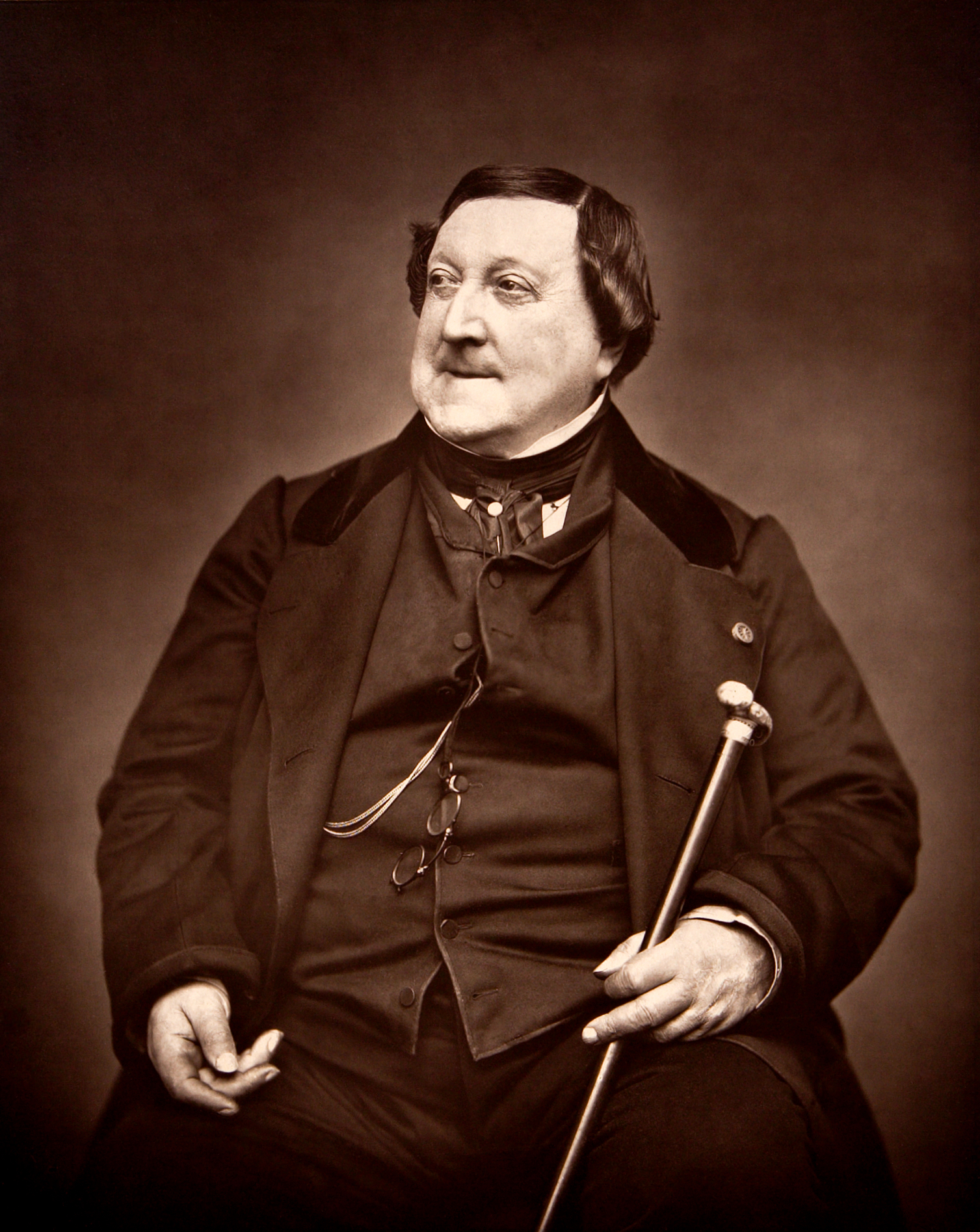
Gioacchino Rossini, 1865
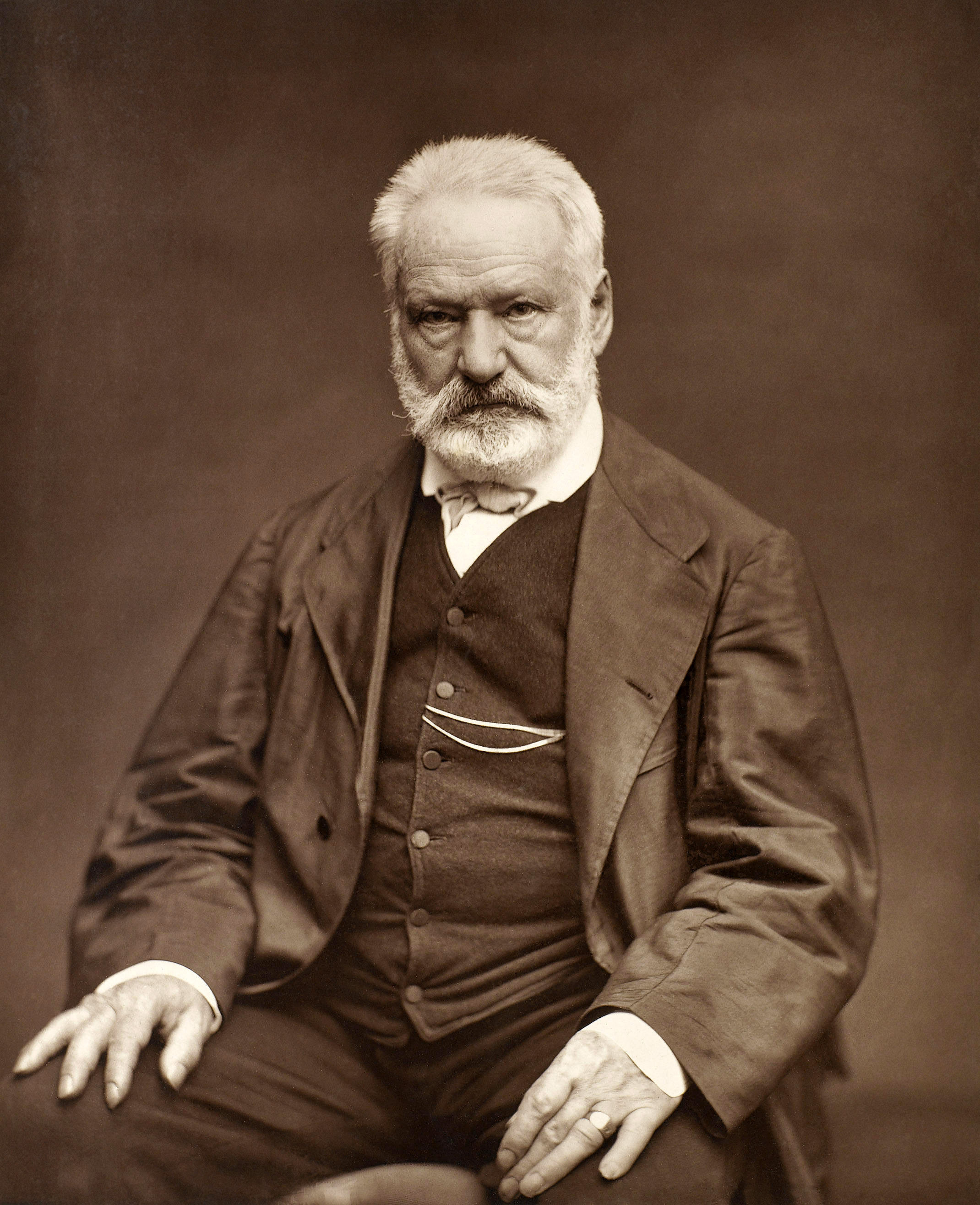
Victor Hugo, 1876
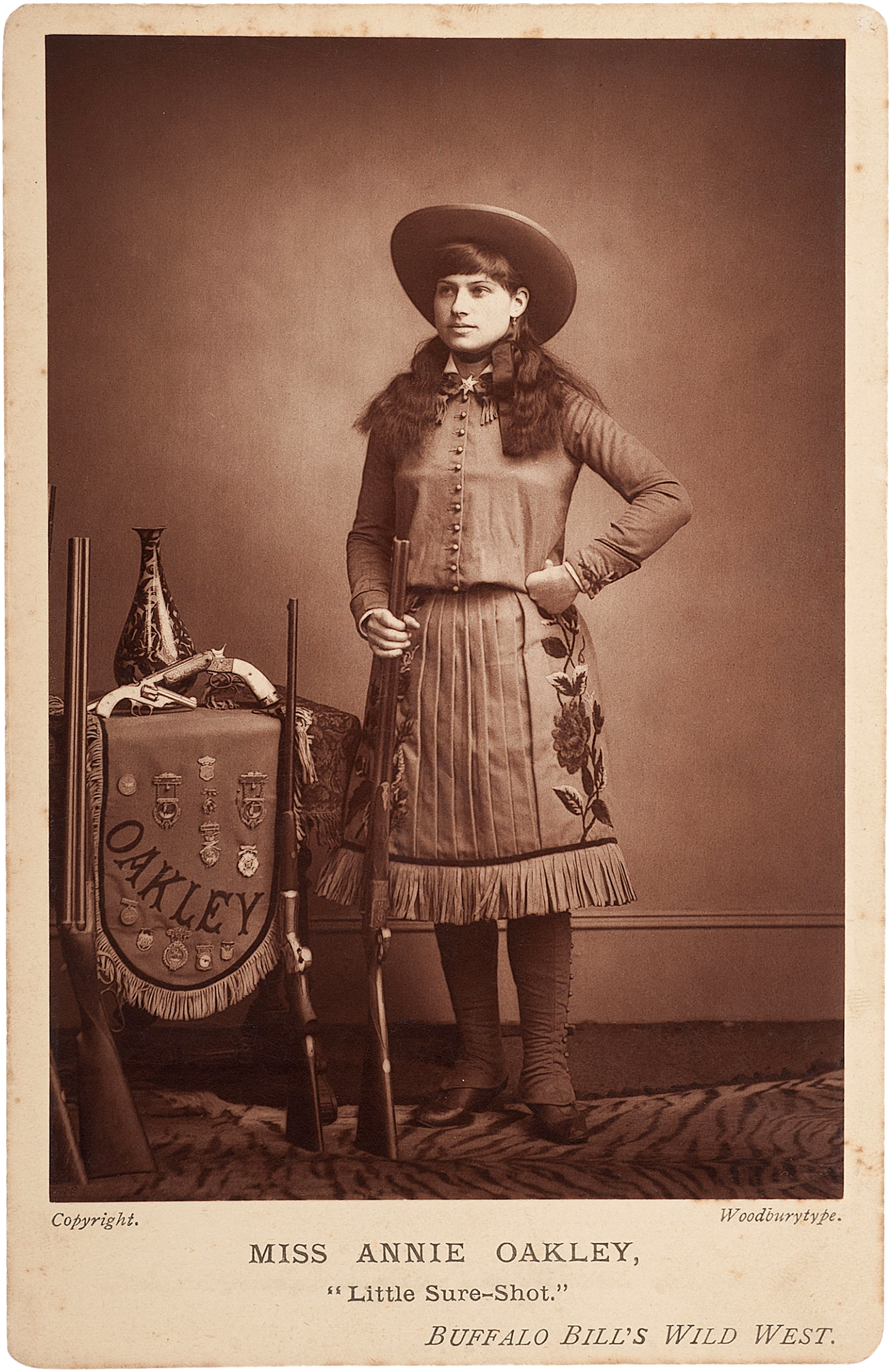
Annie Oakley, 1890–1900